# Helophorus inflectus
Helophorus inflectus är en skalbaggsart som beskrevs av Mccorkle 1965. Helophorus inflectus ingår i släktet Helophorus och familjen halsrandbaggar. Inga underarter finns listade i Catalogue of Life.